# 1793
Portal Geschichte | Portal Biografien | Aktuelle Ereignisse | Jahreskalender | Tagesartikel

◄ |
17. Jahrhundert |
18. Jahrhundert
| 19. Jahrhundert | ►

◄ |
1760er |
1770er |
1780er |
1790er
| 1800er | 1810er | 1820er | ►

◄◄ |
◄ |
1789 |
1790 |
1791 |
1792 |
1793
| 1794 | 1795 | 1796 | 1797 | ► | ►►
Staatsoberhäupter  · Nekrolog   · Musikjahr
| Januar | Januar | Januar | Januar | Januar | Januar | Januar | Januar |
| Kw     | Mo     | Di     | Mi     | Do     | Fr     | Sa     | So     |
| ------ | ------ | ------ | ------ | ------ | ------ | ------ | ------ |
| 1      |        | 1      | 2      | 3      | 4      | 5      | 6      |
| 2      | 7      | 8      | 9      | 10     | 11     | 12     | 13     |
| 3      | 14     | 15     | 16     | 17     | 18     | 19     | 20     |
| 4      | 21     | 22     | 23     | 24     | 25     | 26     | 27     |
| 5      | 28     | 29     | 30     | 31     |        |        |        |

| Februar | Februar | Februar | Februar | Februar | Februar | Februar | Februar |
| Kw      | Mo      | Di      | Mi      | Do      | Fr      | Sa      | So      |
| ------- | ------- | ------- | ------- | ------- | ------- | ------- | ------- |
| 5       |         |         |         |         | 1       | 2       | 3       |
| 6       | 4       | 5       | 6       | 7       | 8       | 9       | 10      |
| 7       | 11      | 12      | 13      | 14      | 15      | 16      | 17      |
| 8       | 18      | 19      | 20      | 21      | 22      | 23      | 24      |
| 9       | 25      | 26      | 27      | 28      |         |         |         |

| März | März | März | März | März | März | März | März |
| Kw   | Mo   | Di   | Mi   | Do   | Fr   | Sa   | So   |
| ---- | ---- | ---- | ---- | ---- | ---- | ---- | ---- |
| 9    |      |      |      |      | 1    | 2    | 3    |
| 10   | 4    | 5    | 6    | 7    | 8    | 9    | 10   |
| 11   | 11   | 12   | 13   | 14   | 15   | 16   | 17   |
| 12   | 18   | 19   | 20   | 21   | 22   | 23   | 24   |
| 13   | 25   | 26   | 27   | 28   | 29   | 30   | 31   |

| April | April | April | April | April | April | April | April |
| Kw    | Mo    | Di    | Mi    | Do    | Fr    | Sa    | So    |
| ----- | ----- | ----- | ----- | ----- | ----- | ----- | ----- |
| 14    | 1     | 2     | 3     | 4     | 5     | 6     | 7     |
| 15    | 8     | 9     | 10    | 11    | 12    | 13    | 14    |
| 16    | 15    | 16    | 17    | 18    | 19    | 20    | 21    |
| 17    | 22    | 23    | 24    | 25    | 26    | 27    | 28    |
| 18    | 29    | 30    |       |       |       |       |       |

| Mai | Mai | Mai | Mai | Mai | Mai | Mai | Mai |
| Kw  | Mo  | Di  | Mi  | Do  | Fr  | Sa  | So  |
| 18  |     |     | 1   | 2   | 3   | 4   | 5   |
| 19  | 6   | 7   | 8   | 9   | 10  | 11  | 12  |
| 20  | 13  | 14  | 15  | 16  | 17  | 18  | 19  |
| 21  | 20  | 21  | 22  | 23  | 24  | 25  | 26  |
| 22  | 27  | 28  | 29  | 30  | 31  |     |     |
| --- | --- | --- | --- | --- | --- | --- | --- |

| Juni | Juni | Juni | Juni | Juni | Juni | Juni | Juni |
| Kw   | Mo   | Di   | Mi   | Do   | Fr   | Sa   | So   |
| ---- | ---- | ---- | ---- | ---- | ---- | ---- | ---- |
| 22   |      |      |      |      |      | 1    | 2    |
| 23   | 3    | 4    | 5    | 6    | 7    | 8    | 9    |
| 24   | 10   | 11   | 12   | 13   | 14   | 15   | 16   |
| 25   | 17   | 18   | 19   | 20   | 21   | 22   | 23   |
| 26   | 24   | 25   | 26   | 27   | 28   | 29   | 30   |

| Juli | Juli | Juli | Juli | Juli | Juli | Juli | Juli |
| Kw   | Mo   | Di   | Mi   | Do   | Fr   | Sa   | So   |
| ---- | ---- | ---- | ---- | ---- | ---- | ---- | ---- |
| 27   | 1    | 2    | 3    | 4    | 5    | 6    | 7    |
| 28   | 8    | 9    | 10   | 11   | 12   | 13   | 14   |
| 29   | 15   | 16   | 17   | 18   | 19   | 20   | 21   |
| 30   | 22   | 23   | 24   | 25   | 26   | 27   | 28   |
| 31   | 29   | 30   | 31   |      |      |      |      |

| August | August | August | August | August | August | August | August |
| Kw     | Mo     | Di     | Mi     | Do     | Fr     | Sa     | So     |
| ------ | ------ | ------ | ------ | ------ | ------ | ------ | ------ |
| 31     |        |        |        | 1      | 2      | 3      | 4      |
| 32     | 5      | 6      | 7      | 8      | 9      | 10     | 11     |
| 33     | 12     | 13     | 14     | 15     | 16     | 17     | 18     |
| 34     | 19     | 20     | 21     | 22     | 23     | 24     | 25     |
| 35     | 26     | 27     | 28     | 29     | 30     | 31     |        |

| September | September | September | September | September | September | September | September |
| Kw        | Mo        | Di        | Mi        | Do        | Fr        | Sa        | So        |
| --------- | --------- | --------- | --------- | --------- | --------- | --------- | --------- |
| 35        |           |           |           |           |           |           | 1         |
| 36        | 2         | 3         | 4         | 5         | 6         | 7         | 8         |
| 37        | 9         | 10        | 11        | 12        | 13        | 14        | 15        |
| 38        | 16        | 17        | 18        | 19        | 20        | 21        | 22        |
| 39        | 23        | 24        | 25        | 26        | 27        | 28        | 29        |
| 40        | 30        |           |           |           |           |           |           |

| Oktober | Oktober | Oktober | Oktober | Oktober | Oktober | Oktober | Oktober |
| Kw      | Mo      | Di      | Mi      | Do      | Fr      | Sa      | So      |
| ------- | ------- | ------- | ------- | ------- | ------- | ------- | ------- |
| 40      |         | 1       | 2       | 3       | 4       | 5       | 6       |
| 41      | 7       | 8       | 9       | 10      | 11      | 12      | 13      |
| 42      | 14      | 15      | 16      | 17      | 18      | 19      | 20      |
| 43      | 21      | 22      | 23      | 24      | 25      | 26      | 27      |
| 44      | 28      | 29      | 30      | 31      |         |         |         |

| November | November | November | November | November | November | November | November |
| Kw       | Mo       | Di       | Mi       | Do       | Fr       | Sa       | So       |
| -------- | -------- | -------- | -------- | -------- | -------- | -------- | -------- |
| 44       |          |          |          |          | 1        | 2        | 3        |
| 45       | 4        | 5        | 6        | 7        | 8        | 9        | 10       |
| 46       | 11       | 12       | 13       | 14       | 15       | 16       | 17       |
| 47       | 18       | 19       | 20       | 21       | 22       | 23       | 24       |
| 48       | 25       | 26       | 27       | 28       | 29       | 30       |          |

| Dezember | Dezember | Dezember | Dezember | Dezember | Dezember | Dezember | Dezember |
| Kw       | Mo       | Di       | Mi       | Do       | Fr       | Sa       | So       |
| -------- | -------- | -------- | -------- | -------- | -------- | -------- | -------- |
| 48       |          |          |          |          |          |          | 1        |
| 49       | 2        | 3        | 4        | 5        | 6        | 7        | 8        |
| 50       | 9        | 10       | 11       | 12       | 13       | 14       | 15       |
| 51       | 16       | 17       | 18       | 19       | 20       | 21       | 22       |
| 52       | 23       | 24       | 25       | 26       | 27       | 28       | 29       |
| 1        | 30       | 31       |          |          |          |          |          |

| Januar | Januar | Januar | Januar | Januar | Januar | Januar | Januar |
| Kw     | Mo     | Di     | Mi     | Do     | Fr     | Sa     | So     |
| ------ | ------ | ------ | ------ | ------ | ------ | ------ | ------ |
| 1      |        | 1      | 2      | 3      | 4      | 5      | 6      |
| 2      | 7      | 8      | 9      | 10     | 11     | 12     | 13     |
| 3      | 14     | 15     | 16     | 17     | 18     | 19     | 20     |
| 4      | 21     | 22     | 23     | 24     | 25     | 26     | 27     |
| 5      | 28     | 29     | 30     | 31     |        |        |        |

| Februar | Februar | Februar | Februar | Februar | Februar | Februar | Februar |
| Kw      | Mo      | Di      | Mi      | Do      | Fr      | Sa      | So      |
| ------- | ------- | ------- | ------- | ------- | ------- | ------- | ------- |
| 5       |         |         |         |         | 1       | 2       | 3       |
| 6       | 4       | 5       | 6       | 7       | 8       | 9       | 10      |
| 7       | 11      | 12      | 13      | 14      | 15      | 16      | 17      |
| 8       | 18      | 19      | 20      | 21      | 22      | 23      | 24      |
| 9       | 25      | 26      | 27      | 28      |         |         |         |

| März | März | März | März | März | März | März | März |
| Kw   | Mo   | Di   | Mi   | Do   | Fr   | Sa   | So   |
| ---- | ---- | ---- | ---- | ---- | ---- | ---- | ---- |
| 9    |      |      |      |      | 1    | 2    | 3    |
| 10   | 4    | 5    | 6    | 7    | 8    | 9    | 10   |
| 11   | 11   | 12   | 13   | 14   | 15   | 16   | 17   |
| 12   | 18   | 19   | 20   | 21   | 22   | 23   | 24   |
| 13   | 25   | 26   | 27   | 28   | 29   | 30   | 31   |

| April | April | April | April | April | April | April | April |
| Kw    | Mo    | Di    | Mi    | Do    | Fr    | Sa    | So    |
| ----- | ----- | ----- | ----- | ----- | ----- | ----- | ----- |
| 14    | 1     | 2     | 3     | 4     | 5     | 6     | 7     |
| 15    | 8     | 9     | 10    | 11    | 12    | 13    | 14    |
| 16    | 15    | 16    | 17    | 18    | 19    | 20    | 21    |
| 17    | 22    | 23    | 24    | 25    | 26    | 27    | 28    |
| 18    | 29    | 30    |       |       |       |       |       |

| Mai | Mai | Mai | Mai | Mai | Mai | Mai | Mai |
| Kw  | Mo  | Di  | Mi  | Do  | Fr  | Sa  | So  |
| 18  |     |     | 1   | 2   | 3   | 4   | 5   |
| 19  | 6   | 7   | 8   | 9   | 10  | 11  | 12  |
| 20  | 13  | 14  | 15  | 16  | 17  | 18  | 19  |
| 21  | 20  | 21  | 22  | 23  | 24  | 25  | 26  |
| 22  | 27  | 28  | 29  | 30  | 31  |     |     |
| --- | --- | --- | --- | --- | --- | --- | --- |

| Juni | Juni | Juni | Juni | Juni | Juni | Juni | Juni |
| Kw   | Mo   | Di   | Mi   | Do   | Fr   | Sa   | So   |
| ---- | ---- | ---- | ---- | ---- | ---- | ---- | ---- |
| 22   |      |      |      |      |      | 1    | 2    |
| 23   | 3    | 4    | 5    | 6    | 7    | 8    | 9    |
| 24   | 10   | 11   | 12   | 13   | 14   | 15   | 16   |
| 25   | 17   | 18   | 19   | 20   | 21   | 22   | 23   |
| 26   | 24   | 25   | 26   | 27   | 28   | 29   | 30   |

| Juli | Juli | Juli | Juli | Juli | Juli | Juli | Juli |
| Kw   | Mo   | Di   | Mi   | Do   | Fr   | Sa   | So   |
| ---- | ---- | ---- | ---- | ---- | ---- | ---- | ---- |
| 27   | 1    | 2    | 3    | 4    | 5    | 6    | 7    |
| 28   | 8    | 9    | 10   | 11   | 12   | 13   | 14   |
| 29   | 15   | 16   | 17   | 18   | 19   | 20   | 21   |
| 30   | 22   | 23   | 24   | 25   | 26   | 27   | 28   |
| 31   | 29   | 30   | 31   |      |      |      |      |

| August | August | August | August | August | August | August | August |
| Kw     | Mo     | Di     | Mi     | Do     | Fr     | Sa     | So     |
| ------ | ------ | ------ | ------ | ------ | ------ | ------ | ------ |
| 31     |        |        |        | 1      | 2      | 3      | 4      |
| 32     | 5      | 6      | 7      | 8      | 9      | 10     | 11     |
| 33     | 12     | 13     | 14     | 15     | 16     | 17     | 18     |
| 34     | 19     | 20     | 21     | 22     | 23     | 24     | 25     |
| 35     | 26     | 27     | 28     | 29     | 30     | 31     |        |

| September | September | September | September | September | September | September | September |
| Kw        | Mo        | Di        | Mi        | Do        | Fr        | Sa        | So        |
| --------- | --------- | --------- | --------- | --------- | --------- | --------- | --------- |
| 35        |           |           |           |           |           |           | 1         |
| 36        | 2         | 3         | 4         | 5         | 6         | 7         | 8         |
| 37        | 9         | 10        | 11        | 12        | 13        | 14        | 15        |
| 38        | 16        | 17        | 18        | 19        | 20        | 21        | 22        |
| 39        | 23        | 24        | 25        | 26        | 27        | 28        | 29        |
| 40        | 30        |           |           |           |           |           |           |

| Oktober | Oktober | Oktober | Oktober | Oktober | Oktober | Oktober | Oktober |
| Kw      | Mo      | Di      | Mi      | Do      | Fr      | Sa      | So      |
| ------- | ------- | ------- | ------- | ------- | ------- | ------- | ------- |
| 40      |         | 1       | 2       | 3       | 4       | 5       | 6       |
| 41      | 7       | 8       | 9       | 10      | 11      | 12      | 13      |
| 42      | 14      | 15      | 16      | 17      | 18      | 19      | 20      |
| 43      | 21      | 22      | 23      | 24      | 25      | 26      | 27      |
| 44      | 28      | 29      | 30      | 31      |         |         |         |

| November | November | November | November | November | November | November | November |
| Kw       | Mo       | Di       | Mi       | Do       | Fr       | Sa       | So       |
| -------- | -------- | -------- | -------- | -------- | -------- | -------- | -------- |
| 44       |          |          |          |          | 1        | 2        | 3        |
| 45       | 4        | 5        | 6        | 7        | 8        | 9        | 10       |
| 46       | 11       | 12       | 13       | 14       | 15       | 16       | 17       |
| 47       | 18       | 19       | 20       | 21       | 22       | 23       | 24       |
| 48       | 25       | 26       | 27       | 28       | 29       | 30       |          |

| Dezember | Dezember | Dezember | Dezember | Dezember | Dezember | Dezember | Dezember |
| Kw       | Mo       | Di       | Mi       | Do       | Fr       | Sa       | So       |
| -------- | -------- | -------- | -------- | -------- | -------- | -------- | -------- |
| 48       |          |          |          |          |          |          | 1        |
| 49       | 2        | 3        | 4        | 5        | 6        | 7        | 8        |
| 50       | 9        | 10       | 11       | 12       | 13       | 14       | 15       |
| 51       | 16       | 17       | 18       | 19       | 20       | 21       | 22       |
| 52       | 23       | 24       | 25       | 26       | 27       | 28       | 29       |
| 1        | 30       | 31       |          |          |          |          |          |

## Ereignisse

### Politik und Weltgeschehen

#### Französische Revolution und Koalitionskriege
- 21. Januar: Der frühere König Ludwig XVI. von Frankreich wird mittels der Guillotine hingerichtet.
- 31. Januar: Mit der Kriegserklärung Frankreichs an Großbritannien und die Niederlande weitet sich der Erste Koalitionskrieg aus.
- 31. Januar: Die royalistisch ausgerichtete Grafschaft Nizza wird nach dem erfolgten Einmarsch französischer Revolutionstruppen von Frankreich annektiert. Das Département Alpes-Maritimes entsteht.
- 1. Februar: Ausweitung des Ersten Koalitionskrieges gegen die französische Republik. Großbritannien tritt als Verbündeter der österreichisch-preußischen Koalition gegen Frankreich in den Krieg ein.
- 22. bis 25. Februar: Im Gefecht bei La Maddalena wehren Einheiten des Königreiches von Sardinien-Piemont eine Invasion französischer Revolutionstruppen in Sardinien ab.
- 1. März: In der ersten Schlacht bei Aldenhoven siegt Österreich über die französische Armee und erobert am nächsten Tag Aachen zurück.

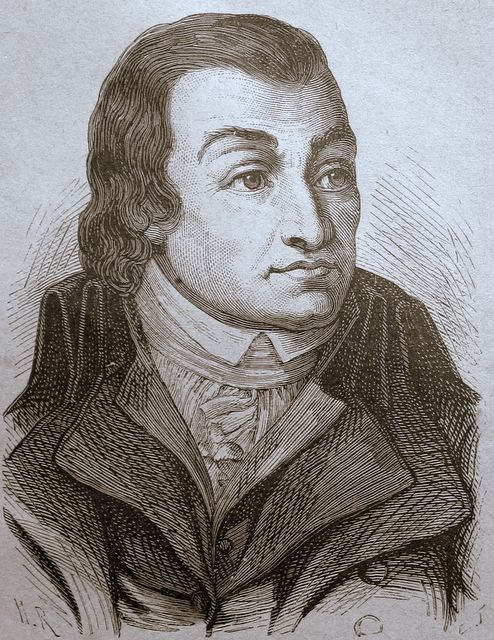
Fouquier-Tinville

- 10. März: In der Französischen Revolution wird das Revolutionstribunal gegründet, dessen Urteile nicht mehr angefochten werden können. Antoine Quentin Fouquier-Tinville wird zum öffentlichen Ankläger ernannt. Rechtshistorisch erwächst daraus eine dritte Gewalt, die moderne Judikative.
- 11. März: Im Département Vendée protestieren Bürger gegen die Aushebung von Rekruten. Der Konflikt weitet sich zu einem Bürgerkrieg aus.
- 18. März: Gründung der Mainzer Republik im Deutschhaus Mainz
- 18. März: Österreich unter Friedrich Josias von Sachsen-Coburg-Saalfeld vertreibt in der Schlacht von Neerwinden während des Ersten Koalitionskrieges die Franzosen unter Charles-François Dumouriez aus den Österreichischen Niederlanden.

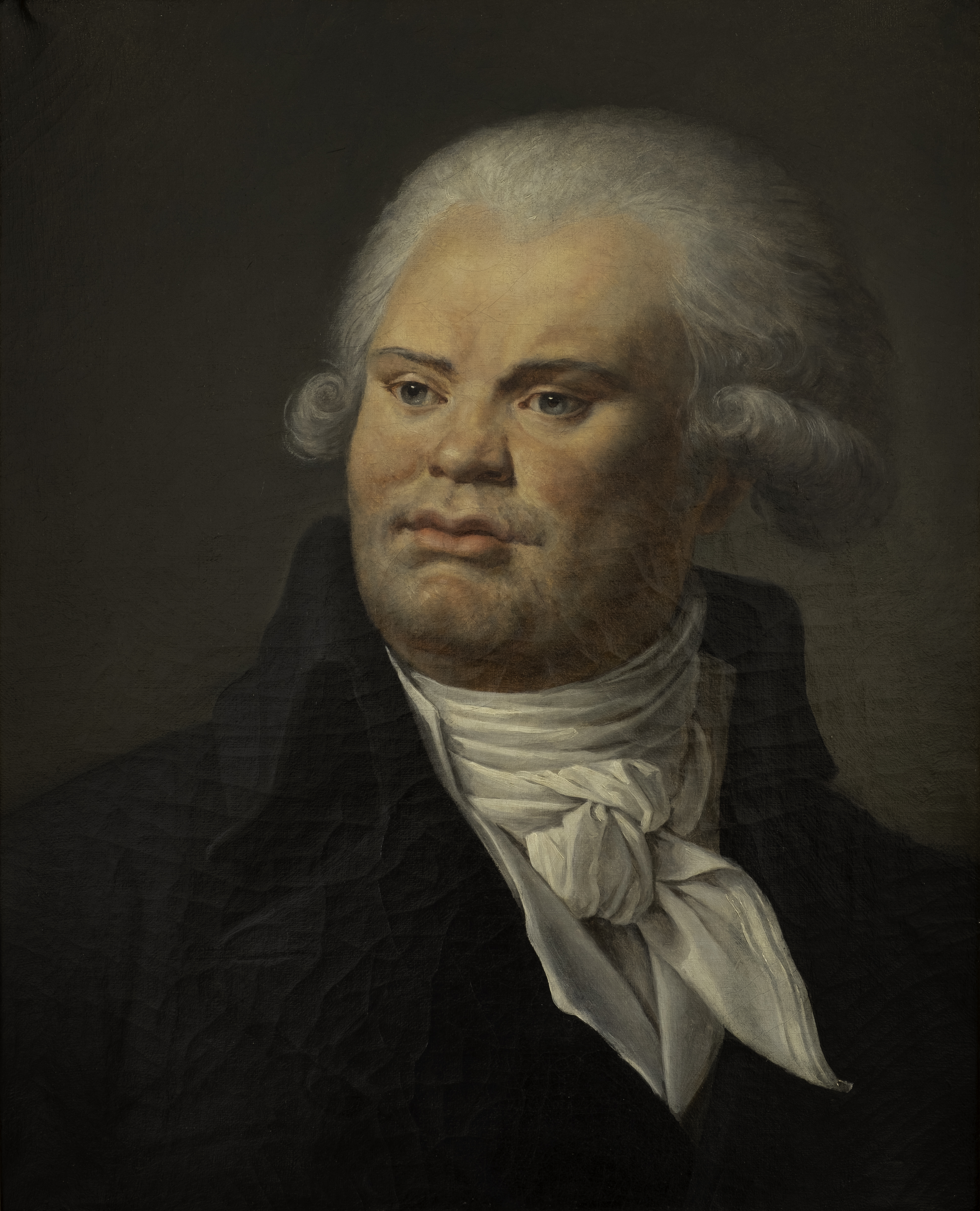
Georges Danton

- 6. April: Während der Französischen Revolution wird der Wohlfahrtsausschuss eingerichtet, dessen Vorsitz Georges Danton erhält.
- 4. Mai: Der französische Wohlfahrtsausschuss legt im Kleinen Maximumgesetz einen Höchstpreis für Getreide fest, um damit einer Versorgungskrise entgegenzuwirken.

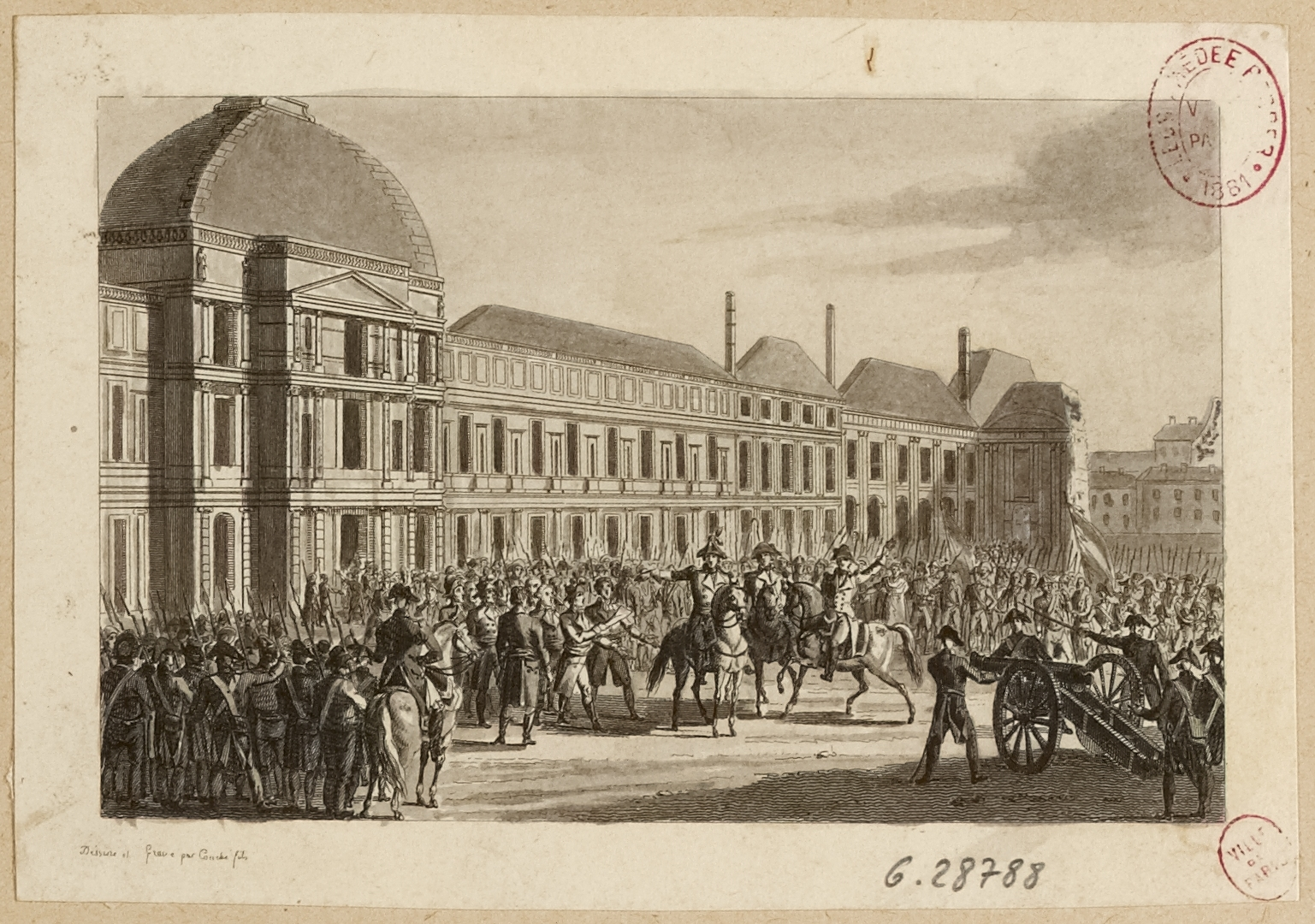
Bedrohung des Konvents im Vorhof der Tuilerien durch Aufständische und Nationalgarde

- 31. Mai: Der Aufstand der Pariser Sansculotten führt zum Sturz der Girondisten.
- 2. Juni: Die Jakobinische Diktatur während der Französischen Revolution beginnt mit der Belagerung des Nationalkonvents durch die Nationalgarde und dem Wüten gegen die Girondisten.
- 24. Juni: Der Nationalkonvent verabschiedet die erste republikanische Verfassung Frankreichs;. Die im Wesentlichen von Marie-Jean Hérault de Séchelles, Georges Couthon und Louis Antoine de Saint-Just konzipierte Verfassung gilt als überaus demokratisch. Aber obwohl sie bei einer Volksabstimmung am 10. August mit großer Mehrheit angenommen wird, tritt sie nie in Kraft.
- 13. Juli: Marat wird von Charlotte Corday im Bad ermordet.

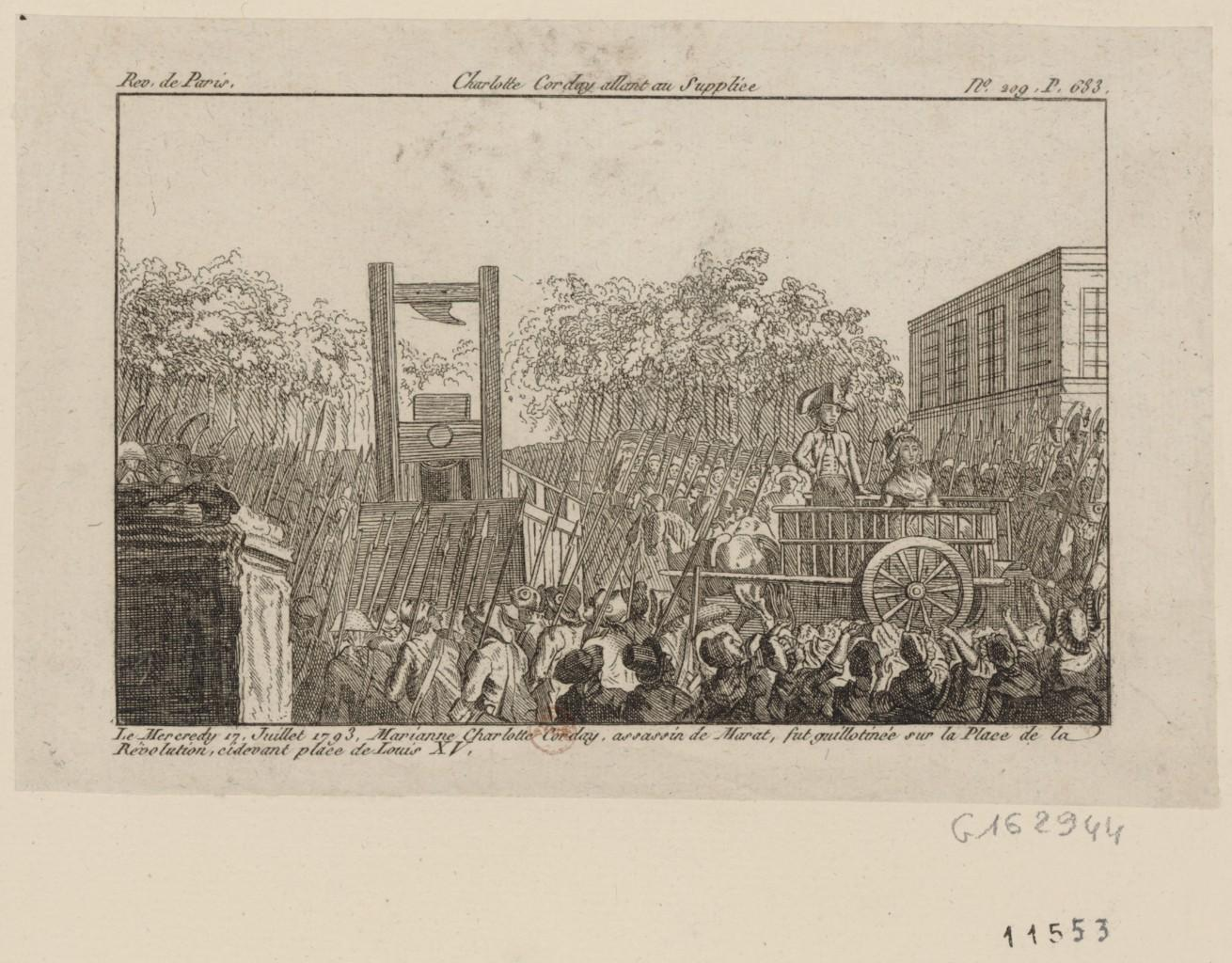
Charlotte Corday auf dem Weg zum Schafott, zeitgenössische Radierung

- 17. Juli: Am Tag nach den nationalen Begräbnisfeierlichkeiten für ihr Opfer Jean Paul Marat wird Charlotte Corday auf dem Schafott hingerichtet.

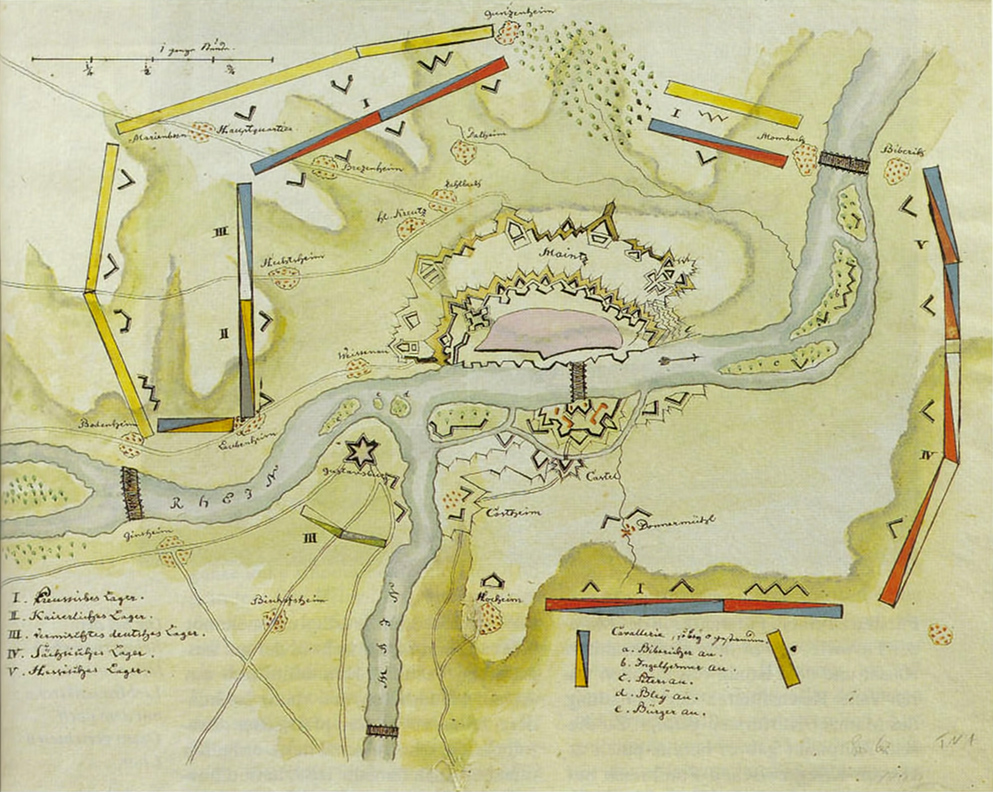
Belagerung von Mainz

- 23. Juli: Mit der Kapitulation gegenüber preußischen Belagerungstruppen endet die Mainzer Republik.
- 27. Juli: Maximilien de Robespierre übernimmt den Vorsitz im Wohlfahrtsausschuss in Frankreich.
- 31. Juli: Der Nationalkonvent beschließt auf Anregung von Bertrand Barère die Plünderung der Königsgräber von Saint-Denis.
- 1. August: Marie-Antoinette, die bisher im Temple gefangen gehalten worden ist, wird in die Conciergerie überstellt.
- 1. August: Der Nationalkonvent verfügt in einem Dekret die Plünderung der Königsgräber von Saint-Denis.
- 6. August: Während der Französischen Revolution beginnt die Schändung der Grablege französischer Herrscher in der Pariser Basilika Saint-Denis. In einer mehrwöchigen Maßnahme werden die Leichname aus den Särgen geholt und in einem Massengrab beigesetzt. Gebeine werden angeblich auch in die Seine geworfen.
- 23. August: Der französische Nationalkonvent ordnet die Einführung einer allgemeinen Wehrpflicht (Levée en masse) an.
- 28. August: Der französische Kriegshafen Toulon öffnet sich in der Zeit der Französischen Revolution nach Verhandlungen von führenden Bürgern und royalistisch gesinnten Flottenoffizieren den Alliierten des Ersten Koalitionskriegs. Die Entscheidung bewirkt in der Folge die Belagerung der Stadt.
- 8. September: In der Schlacht bei Hondschoote siegen die Franzosen über eine Koalitionsarmee aus britischen, kurhannoveranischen und österreichischen Einheiten.
- 14. September: In der Schlacht bei Pirmasens erleidet die französische Moselarmee eine schwere Niederlage gegen Preußen.

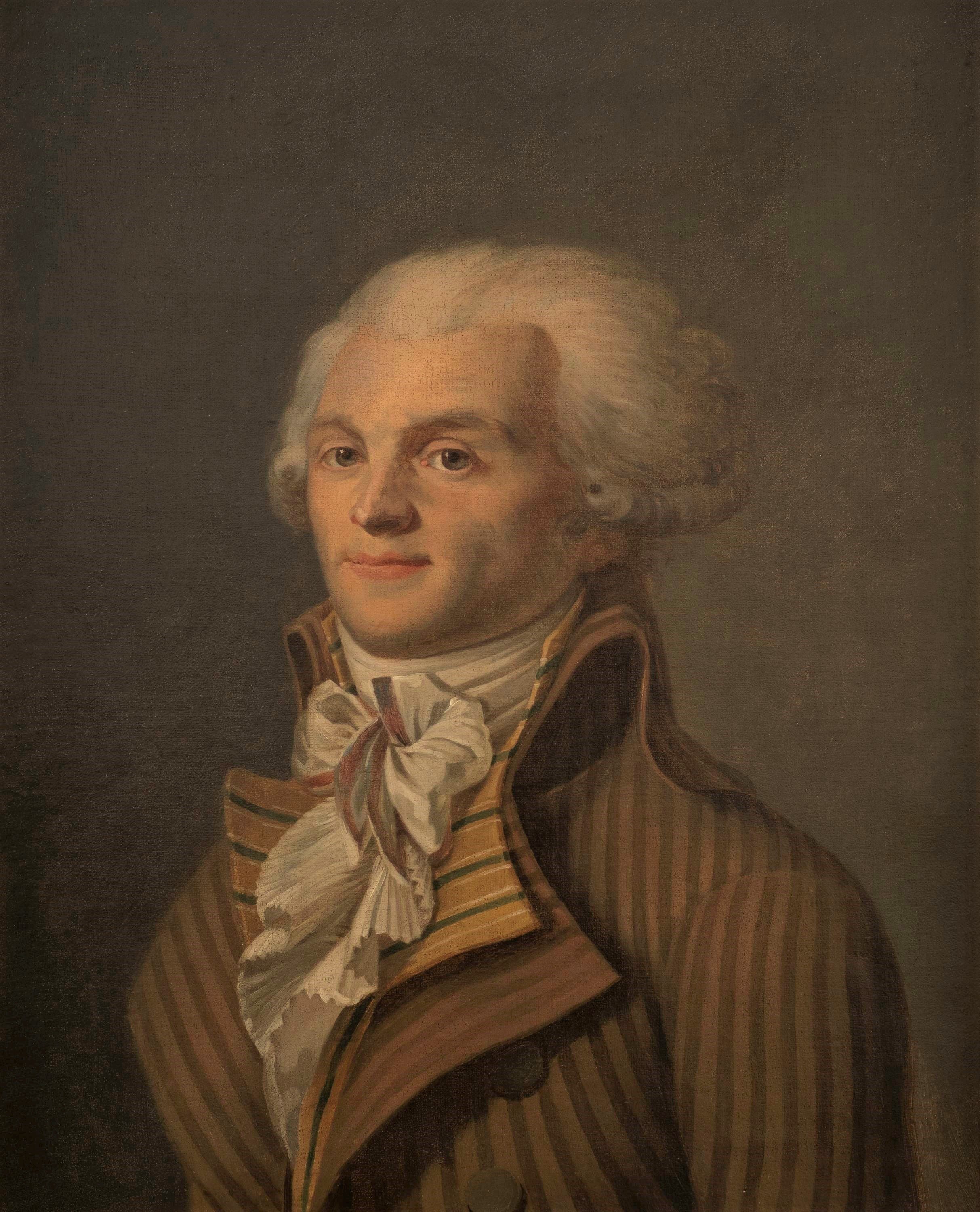
Robespierre

- 17. September: In Frankreich billigt die Jakobinische Diktatur das Gesetz über die Verdächtigen, das die rechtliche Basis für die Schreckensherrschaft unter Maximilien de Robespierre wird.

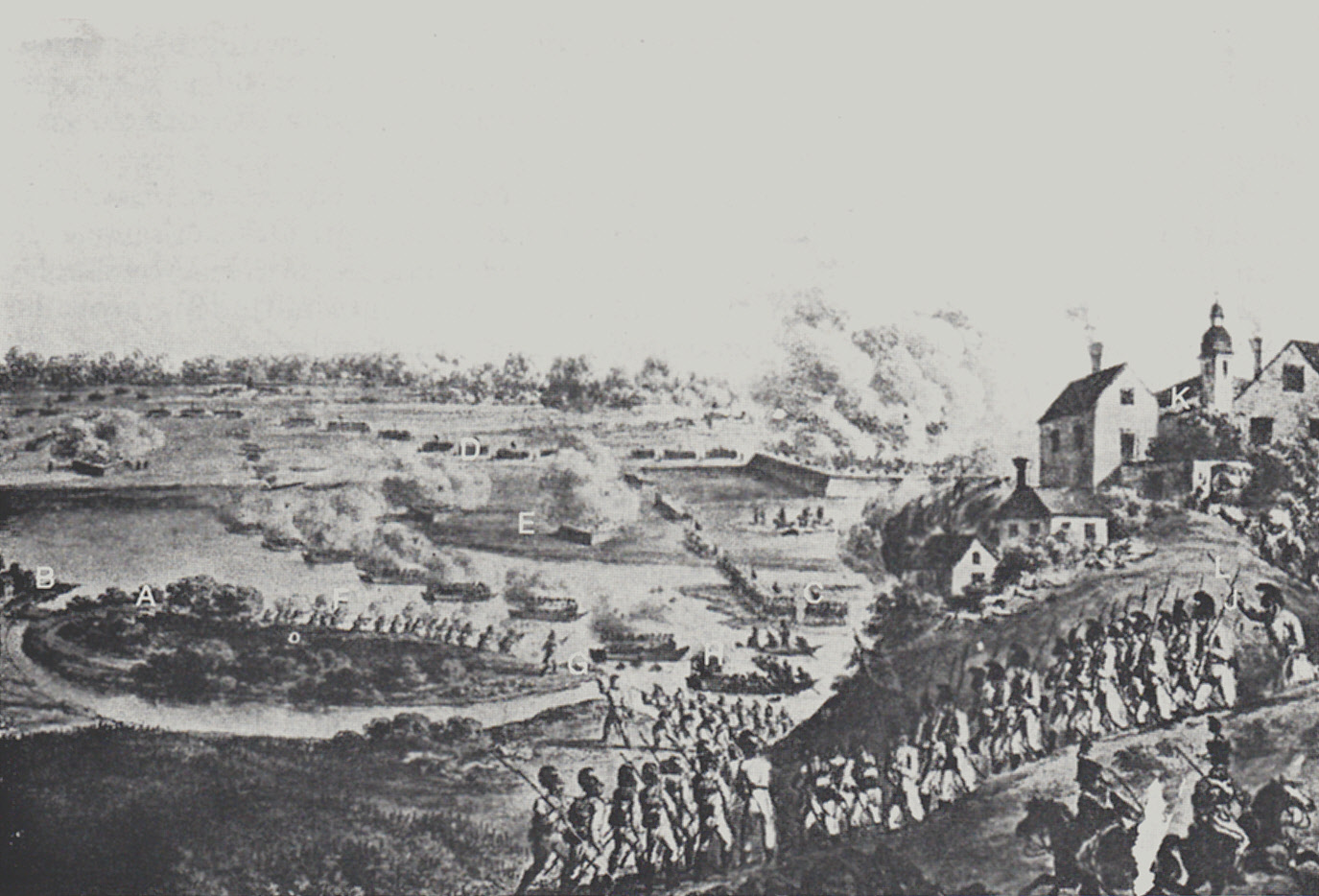
Gefecht bei Rheinweiler

- 17. September: Bei Rheinweiler und Hüningen hindert die österreichische Armee die französische Revolutionsarmee daran, den Rhein zu überqueren.
- 29. September: Wirtschaftliche Not und der Druck hungernder Sansculottes lassen in der Französischen Revolution den Nationalkonvent das Große Maximumgesetz verabschieden. Es legt Höchstpreise für tägliche Bedarfsgüter fest.
- 5. Oktober: Der französische Nationalkonvent beschließt, im bestehenden Revolutionskalender rückwirkend auch die Zählung der Tage und Monate zu ändern.
- 10. Oktober: Während der Phase der Terrorherrschaft in der Französischen Revolution erhält der Wohlfahrtsausschuss unbeschränkte Vollmachten.

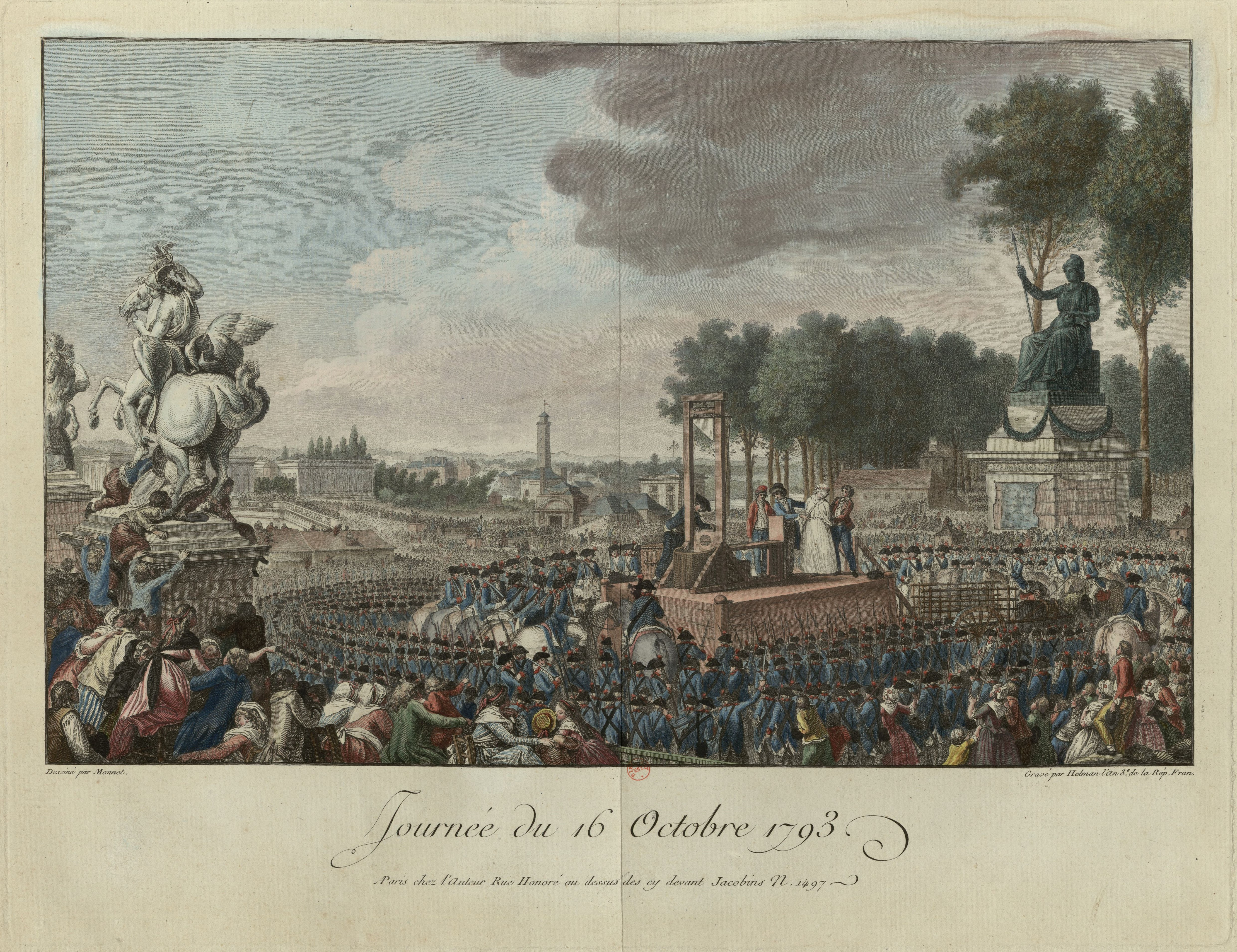
Hinrichtung Marie-Antoinettes

- 16. Oktober: Marie-Antoinette, Gemahlin Königs Ludwig XVI., wird mittels der Guillotine hingerichtet.
- Nach dem Tod seiner beiden Eltern wird Louis Charles de Bourbon, dauphin de Viennois, der für die Royalisten damit zu Ludwig XVII. geworden ist, in die Obhut des Schusters Antoine Simon gegeben, der den Auftrag erhält, den immer noch im Temple gefangengehaltenen Thronfolger zu einem guten Bürger zu erziehen.
- 16. Oktober: Der Sieg der französischen Revolutionsarmee in der Schlacht bei Wattignies zwingt im Ersten Koalitionskrieg den kaiserlichen Befehlshaber Friedrich Josias von Sachsen-Coburg-Saalfeld zum Abbruch der Belagerung von Maubeuge. Er zieht sich kurz mit der Reichsarmee in die Österreichischen Niederlande zurück.

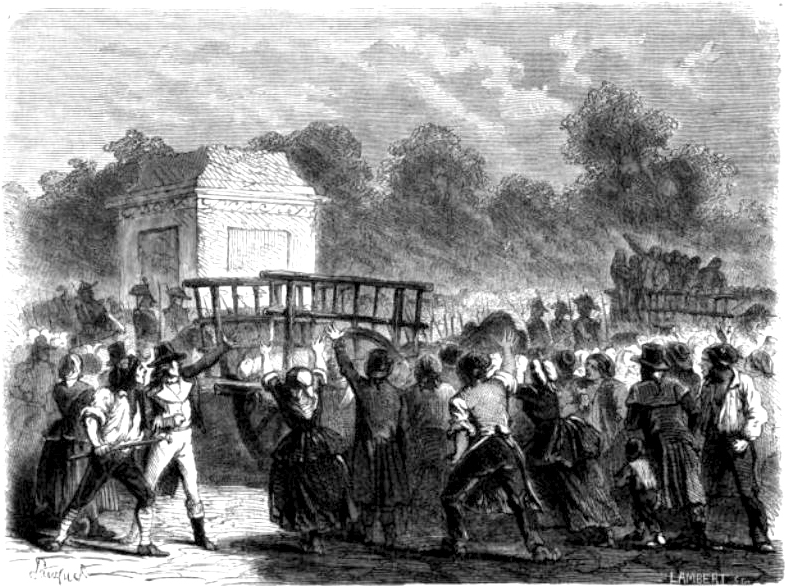
Hinrichtung der Girondisten

- 31. Oktober: In Paris werden 21 Girondisten nach einem Schauprozess vor dem Revolutionstribunal eine Woche zuvor auf der Guillotine hingerichtet.
- 12. November: Jean-Sylvain Bailly, früher erster Bürgermeister von Paris und zeitweiliger Präsident der Nationalversammlung, wird auf der Guillotine hingerichtet. Der Astronom ist mit der Begründung Königsfreund und gewalttätiger Unterdrücker der Volksfreiheit am Vortag zum Tod verurteilt worden.

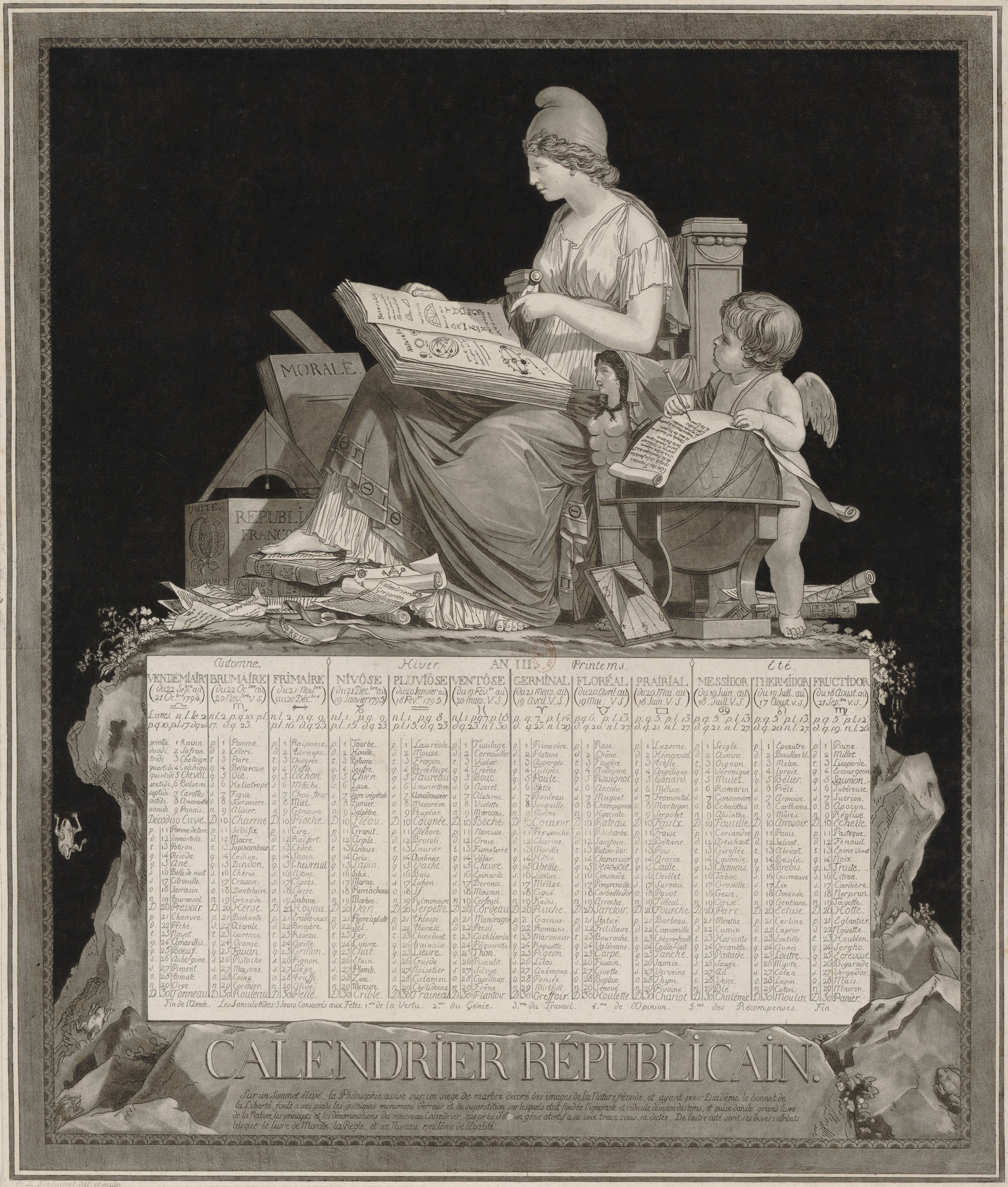
Republikanischer Kalender von 1794

- 24. November: In Frankreich tritt der modifizierte Revolutionskalender rückwirkend ab dem 22. September 1792, dem Tag der Abschaffung der Monarchie, in Kraft. Das heutige Datum ist damit der 4. Frimaire II.

Aufstand in der Vendée

- 12. Dezember: Ein Heer der französischen Armee bezwingt unter dem Befehl von François Séverin Marceau bei Le Mans einen Heerhaufen von 15.000 Menschen, die sich beim Aufstand der Vendée beteiligen.
- 18. Dezember: Erster Koalitionskrieg: Die französische Revolutionsarmee erobert das von den Briten gehaltene Fort „Mulgrave“ während der Belagerung von Toulon. Den Angriffsplan hat der Artilleriehauptmann Napoleon Bonaparte entwickelt. Der Fall dieser Verteidigungsstellung zwingt die Briten zur Verlegung ihrer Truppen aus der lange belagerten Hafenstadt.
- 19. Dezember: Die französische Revolutionsarmee erobert das zuvor von den Briten besetzte Toulon zurück.
- 22. Dezember: Der an der Rückeroberung des von den Briten besetzten Toulon beteiligte Artilleriehauptmann Napoleon Bonaparte wird zum Brigadegeneral befördert.
- 23. Dezember: Französische Revolution: Ein Heerhaufen royalistischer Anhänger wird in der Schlacht bei Savenay von der republikanischen Revolutionsarmee unter Jean-Baptiste Kléber beim Aufstand der Vendée vernichtet.

#### Polen

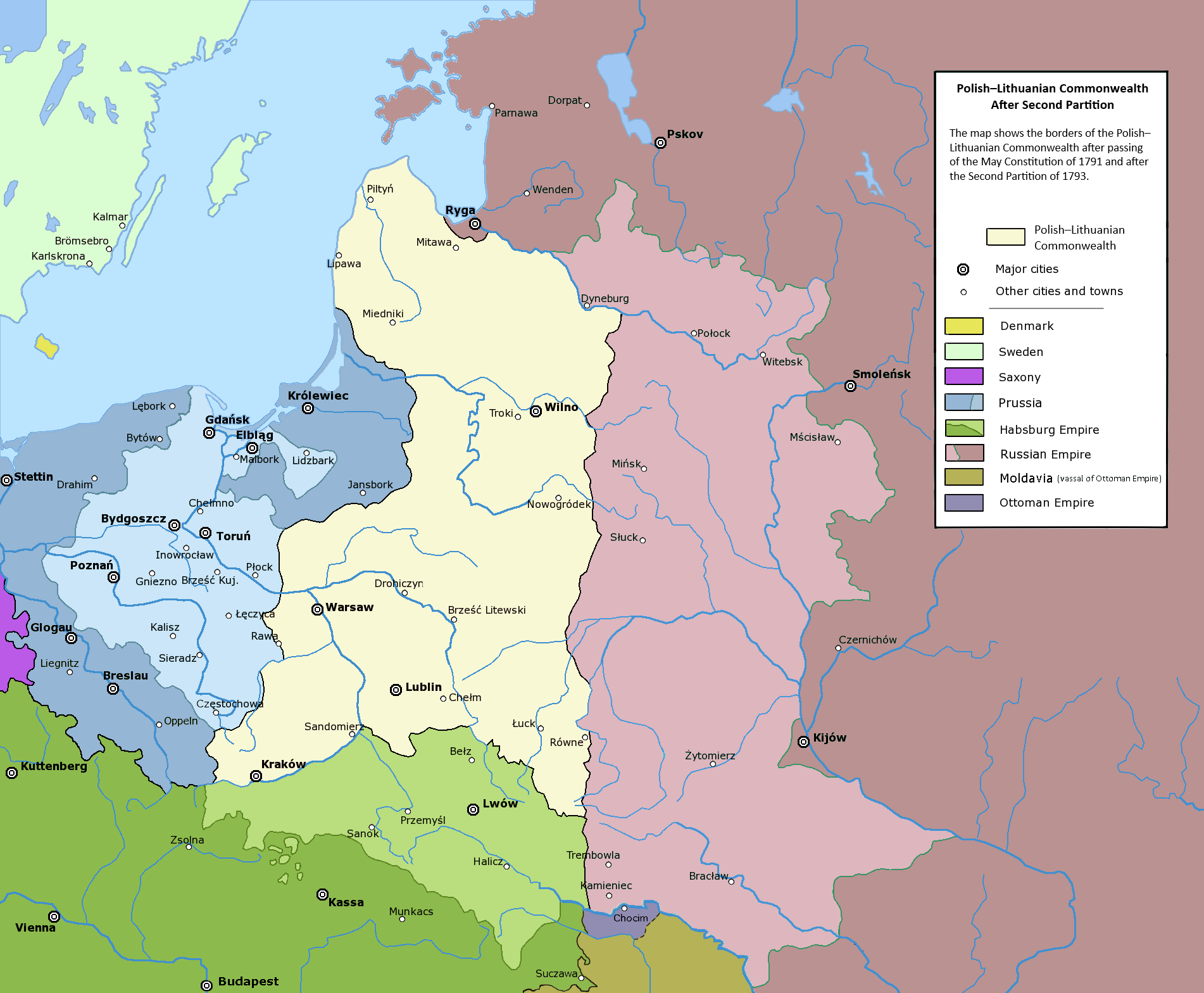
Polen nach der Zweiten Polnischen Teilung

- 23. Januar: Preußen und Russland schließen den Vertrag von Sankt Petersburg über die zweite Teilung Polens, mit der das Staatsgebiet des Königreichs nach 1772 neuerlich um mehr als die Hälfte reduziert wird.
- 23. November: Der Sejm von Grodno geht im dortigen Neuen Schloss zu Ende. Er ist der letzte Reichstag Polen-Litauens, der unter russischem Druck steht und die Zweite Teilung Polens hinnehmen muss.

#### Vereinigte Staaten von Amerika
- 18. September: George Washington legt den Grundstein für das Kapitol, den späteren Sitz des Kongresses der Vereinigten Staaten.
- Rechtsstreit Chisholm v. Georgia

### Wirtschaft
- 26. Juli: Das Horten von Lebensmitteln wird in Frankreich von den Jakobinern gesetzlich verboten. Die Bevölkerung wollte damit dem Geldwertverlust der Assignaten entgegenwirken.

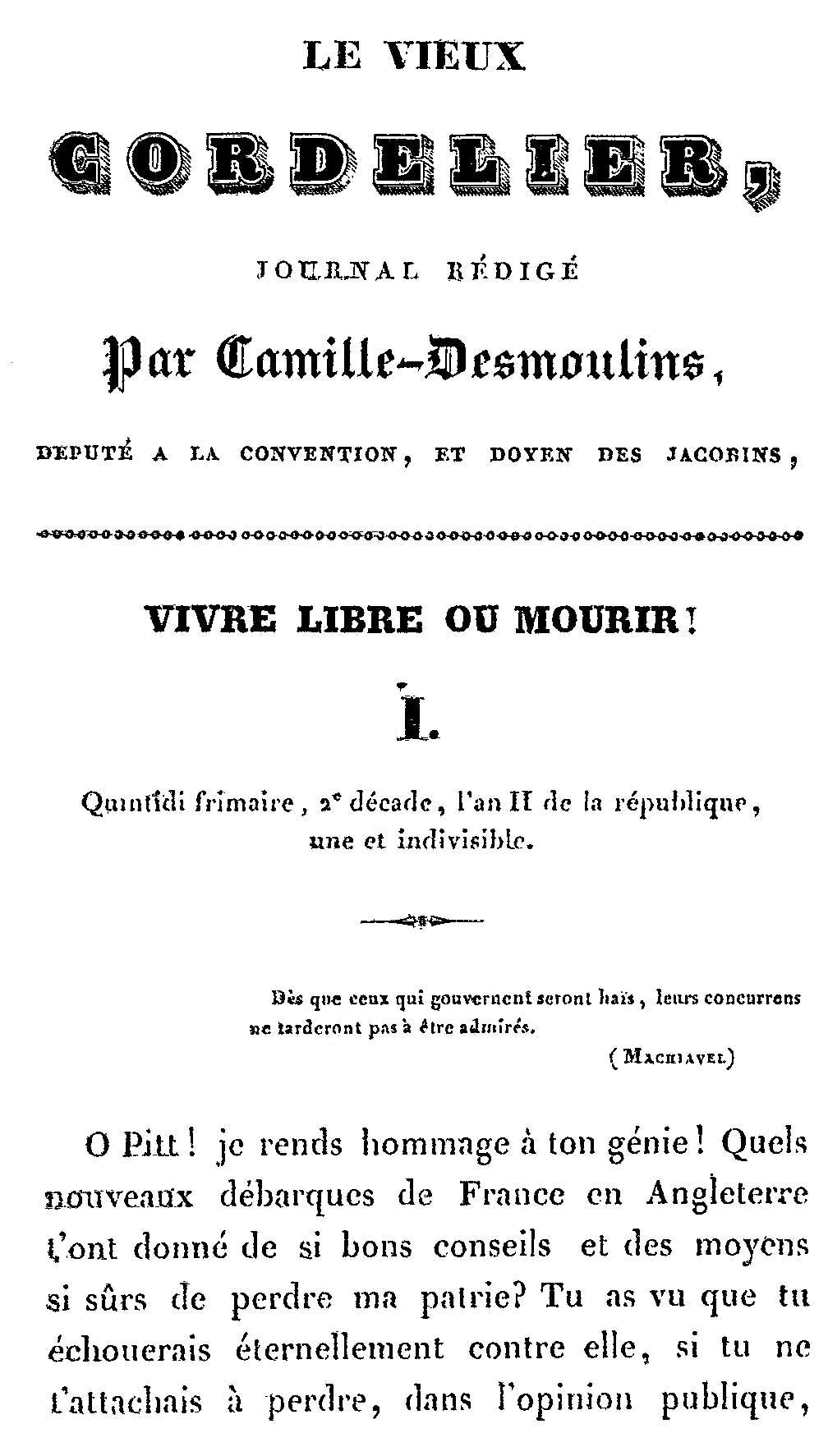
Die Erstausgabe von Le Vieux Cordelier mit dem Titel In Freiheit leben oder sterben

- 5. Dezember: Der französische Revolutionär Camille Desmoulins bringt die erste Ausgabe seiner Zeitung Le Vieux Cordelier heraus.

### Wissenschaft und Technik
- 9. Januar: Der Franzose Jean-Pierre Blanchard startet in Philadelphia in Anwesenheit von George Washington zur ersten Ballonfahrt auf dem amerikanischen Kontinent.
- 4. März: Wilhelm Herschel beobachtet im Sternbild Luftpumpe die Galaxie NGC 2997.
- 6. April: Im Sternbild Drache entdeckt Wilhelm Herschel die heute als NGC 4236 geführte Balkenspiralgalaxie.
- 7. April: Wilhelm Herschel sichtet im Sternbild Drache die Galaxie NGC 3879.
- 12. Mai: Wilhelm Herschel findet im Sternbild Jungfrau die Galaxie NGC 5652.
- 13. Mai: Wilhelm Herschel wird zum Entdecker der Galaxie NGC 5258 im Sternbild Jungfrau.
- 10. Juni: In Paris wird im Jardin des Plantes das naturkundliche Muséum national d’histoire naturelle eröffnet.
- 1. August: Frankreich führt per Beschluss des Nationalkonvents das metrische System ein.
- Durch die Erfindung der Egreniermaschine wird kurzstapelige Baumwolle zu einem wirtschaftlich rentablen Produkt. Die Erfindung wird Eli Whitney zugeschrieben.

### Kultur
- 11. März: Die Uraufführung der Oper Eugène ou La Piété filial von Henri Montan Berton erfolgt an der Opéra-Comique in Paris.
- 28. Juli: Zerstörung von Schloss Carlsberg bei Homburg
- 30. Juli: Das von José da Costa e Silva erbaute Teatro Nacional de São Carlos in Lissabon wird fertiggestellt.
- 1. August: Der französische Nationalkonvent sanktioniert die Plünderung der Königsgräber von Saint-Denis um die darin enthaltenen Edelmetalle zu gewinnen. In Folge werden wertvollste Kunstschätze zerstört.
- 8. August: Der französische Nationalkonvent verbietet alle königlichen Akademien zur Förderung der Künste.
- 10. August: Das ehemalige Königsschloss Louvre in Paris wird als Museum eröffnet.
- Jacques-Louis David malt das Gemälde Der Tod des Marat.
- Dem Brandenburger Tor in Berlin wird die Quadriga aufgesetzt.
- August Wilhelm Rehberg veröffentlicht seine Untersuchungen über die französische Revolution.

### Gesellschaft und Sport
- 21. September: Mit der Eröffnung eines Badehauses wird Heiligendamm zum ersten deutschen Seebad.
- Johann Christoph Friedrich GutsMuths veröffentlicht das Werk Gymnastik für die Jugend. Es ist das erste Lehrbuch für körperliche Erziehung, in dem Theorie und Praxis vereint werden. Das Werk erfährt hohe Resonanz und wird weltweit in viele andere Sprachen übersetzt.

### Religion

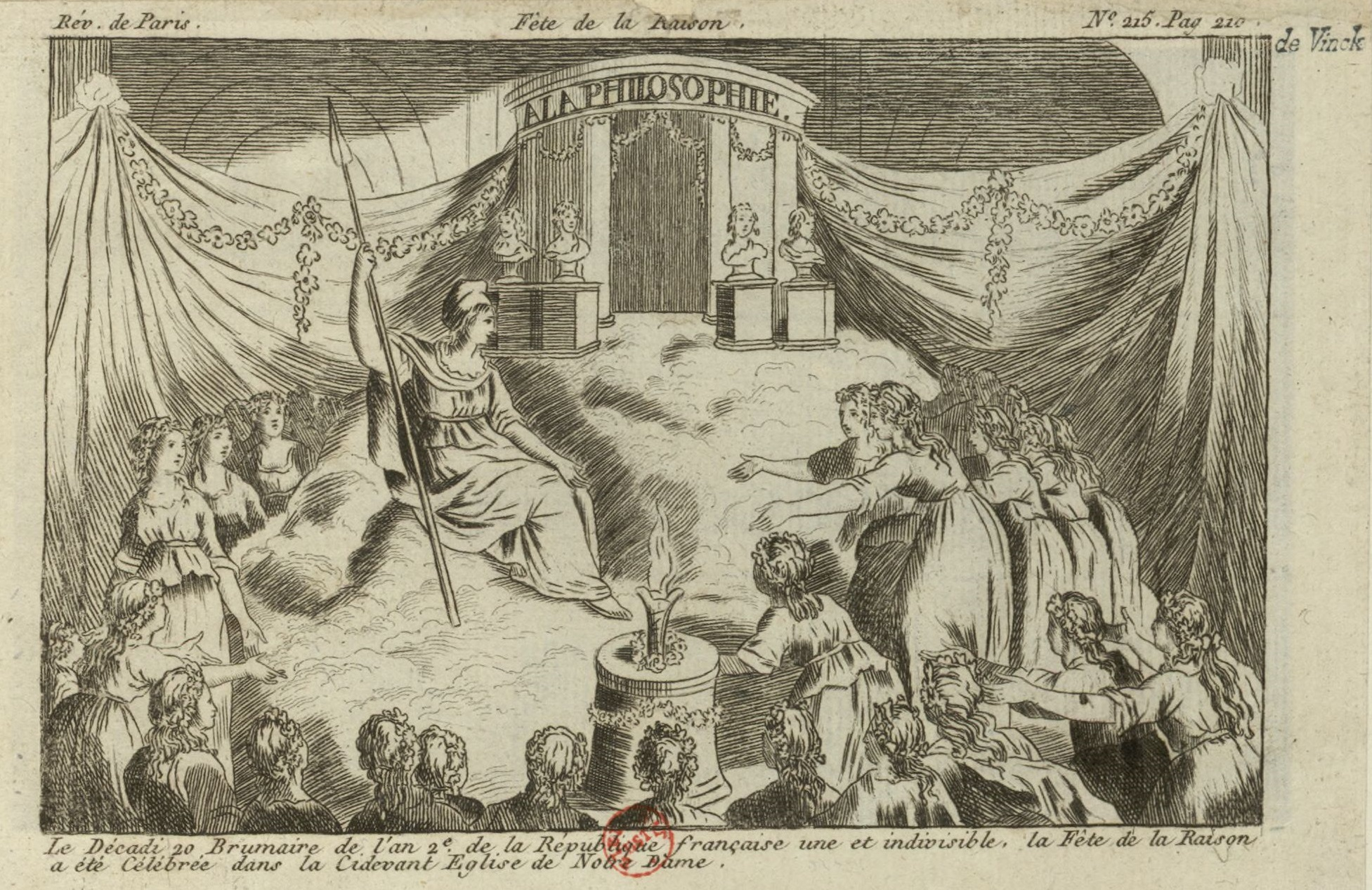
Fest der Vernunft

- 10. November: In der Pariser Kathedrale Notre Dame wird feierlich die „Göttin der Vernunft“ als höchstes übernatürliches Wesen propagiert.
- 7. Oktober: In Reims zerstört der Deputierte Philippe Rühl nach einem vorausgegangenen Beschluss des Nationalkonvents öffentlich die Heilige Ampulle. Mit Chrisam aus diesem Glasfläschchen wurden seit 1131 französische Könige gesalbt.

### Katastrophen
- Bei einem Ausbruch von Gelbfieber in Philadelphia kommen mehrere Tausend Menschen ums Leben. Die amerikanische Regierung sieht sich gezwungen, die Stadt zu verlassen.

## Geboren

### Erstes Quartal
- 03. Januar: Bartolomeo Bosco, italienischer Zauberkünstler († 1863)
- 03. Januar: Lucretia Mott, US-amerikanische Abolitionistin und Frauenrechtlerin († 1880)
- 03. Januar: Antoinette Murat, Fürstin von Hohenzollern-Sigmaringen († 1847)
- 06. Februar: Jakob Josef Eeckhout, belgischer Maler und Lithograf († 1861)
- 08. Januar: Heinrich Gottlieb Ludwig Reichenbach, deutscher Naturwissenschaftler († 1879)
- 08. Januar: Adolf Heinrich Schletter, Seidenwarenhändler, Konsul und Stifter († 1853)
- 11. Januar: Franz von Duesberg, deutscher Jurist und Politiker († 1872)
- 11. Januar: Cave Johnson, US-amerikanischer Politiker († 1866)
- 11. Januar: Johanna Stegen, preußische Patriotin († 1842)
- 15. Januar: Ferdinand Georg Waldmüller, Maler und Kunstschriftsteller († 1865)
- 19. Januar: Karl Wilhelm Göttling, deutscher Altphilologe († 1869)
- 20. Januar: Carl Heinrich Georg von Heyden, deutscher Politiker und Entomologe († 1866)
- 26. Januar: Georg Merz, deutscher Optiker und Astronom († 1867)
- 27. Januar: Johann Friedrich Schulze, deutscher Orgelbauer († 1858)
- 10. Februar: Jean Claude Eugène Péclet, französischer Physiker († 1857)
- 13. Februar: Philipp Veit, deutscher Maler († 1877)
- 22. Februar: Friedrich Harkort, deutscher Unternehmer und Politiker († 1880)
- 27. Februar: Carl Friedrich Wilhelm Berg, deutscher Landwirt († 1825)
- 27. Februar: Philipp Peter Crößmann, deutscher evangelischer Theologe († 1852)
- 02. März: Sam Houston, US-amerikanischer Politiker und General († 1863)
- 03. März: Charles Sealsfield, mährischer Schriftsteller († 1864)
- 04. März: Karl Lachmann, deutscher Philologe († 1851)
- 04. März: Karl Wünsch, deutscher Jurist († 1837)
- 06. März: Wilhelm August Friedrich Genßler, deutscher evangelischer Geistlicher († 1858)
- 06. März: Bernhard Klein, deutscher Komponist († 1832)
- 07. März: Josef Axmann, österreichischer Kupferstecher († 1873)
- 12. März: Eduard von Bonin, preußischer General († 1865)
- 28. März: Henry Rowe Schoolcraft, US-amerikanischer Entdecker und Ethnologe († 1864)
- 29. März: Louis Frédéric Berger, Schweizer evangelischer Geistlicher und Politiker († 1857)
- 30. März: Juan Manuel de Rosas, argentinischer Diktator († 1877)

### Zweites Quartal
- 08. April: Karl Ludwig Hencke, deutscher Amateurastronom († 1866)
- 08. April: Karl Zell, deutscher Altphilologe und Politiker († 1873)
- 15. April: Friedrich Georg Wilhelm Struve, deutscher Astronom, der in Russland arbeitete († 1864)

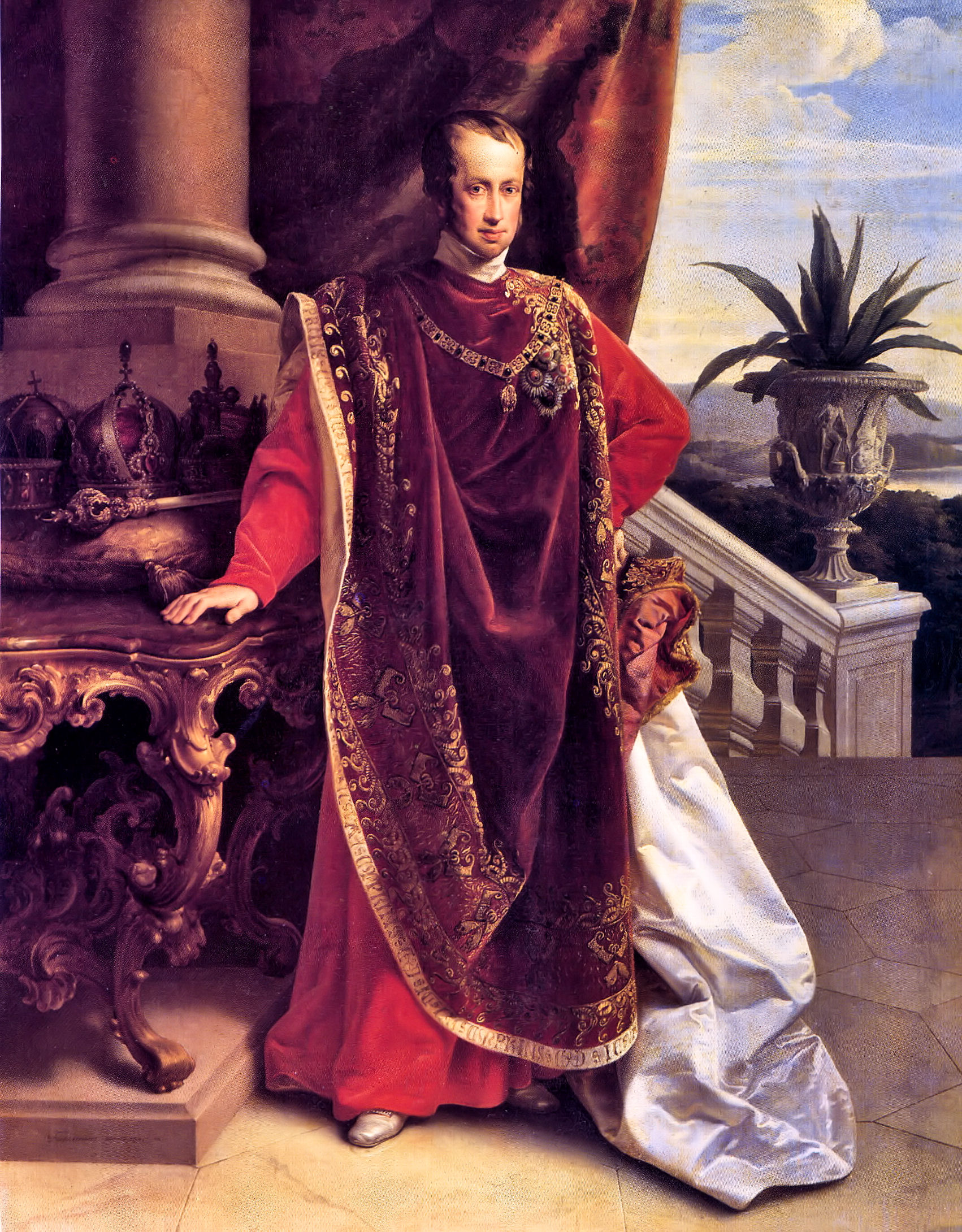
Ferdinand I. von Österreich

- 19. April: Ferdinand I., österreichischer Kaiser († 1875)
- 24. April: Karl Seydelmann, deutscher Schauspieler († 1843)
- 26. April: Nicolas Changarnier, französischer General († 1877)
- 26. April: Bernhard Thiersch, Gymnasiallehrer und der Dichter des Preußenliedes († 1855)
- 27. April: Peleg Sprague, US-amerikanischer Jurist und Politiker († 1880)
- 29. April: Thomas King Carroll, US-amerikanischer Politiker († 1873)
- 000April: Thomas Addison, englischer Mediziner († 1860)
- 09. Mai: Johannes Cornelis de Jonge, niederländischer Geschichtsschreiber († 1853)
- 10. Mai: Robert Emmett Bledsoe Baylor, US-amerikanischer Soldat, Richter, Pfarrer, Politiker und Mitbegründer der Baylor University († 1874)
- 13. Mai: Samuel S. Phelps, US-amerikanischer Politiker († 1855)
- 17. Mai: Dominikus Kuenzer, katholischer Priester († 1853)
- 21. Mai: Paul de Kock, französischer Schriftsteller († 1871)
- 24. Mai: Edward Hitchcock, US-amerikanischer Geologe († 1864)
- 31. Mai: Charles Vignoles, britischer Eisenbahningenieur († 1875)
- 01. Juni: Henry Francis Lyte, schottischer anglikanischer Theologe und Kirchenlieddichter († 1847)
- 03. Juni: Antoni Malczewski, polnischer Dichter († 1826)
- 06. Juni: Peter Friedrich Engstfeld, Organist und Kirchenlieddichter († 1848)
- 15. Juni: Mariano Egaña Fabres, chilenischer Präsident († 1846)
- 16. Juni: Maria Salesia Chappuis, Schweizer Nonne († 1875)
- 20. Juni: Aleksander Fredro, polnischer Dramatiker († 1876)
- 22. Juni: Tokugawa Ieyoshi, 12. Shōgun der Edo-Zeit in Japan († 1853)
- 27. Juni: Gerhard Adolf Aschbach, deutscher Jurist und Politiker († 1842)
- 28. Juni: Georg Friedrich Schömann, deutscher Altphilologe († 1879)
- 29. Juni: Josef Ressel, österreichischer Forstbeamter und Erfinder († 1857)

### Drittes Quartal
- 04. Juli: Franz Pecháček, österreichisch-deutscher Komponist († 1840)
- 05. Juli: Pawel Iwanowitsch Pestel, russischer Revolutionär († 1826)
- 07. Juli: Wilhelm Birett, deutscher Buchhändler († 1837)
- 09. Juli: Charles James McDonald, US-amerikanischer Politiker, Gouverneur von Georgia († 1860)
- 10. Juli: Johann Christian Friedrich Heyer, deutsch-US-amerikanischer Missionar († 1873)
- 12. Juli: Agostino Codazzi, italienischer Militär, Geograf und Kartograf († 1859)
- 13. Juli: John Clare, englischer Naturdichter († 1864)
- 14. Juli: Caroline Friedrich, Ehefrau des Malers Caspar David Friedrich († 1847)
- 14. Juli: George Green, britischer Mathematiker und Physiker († 1841)
- 18. Juli: Franz Dorotheus Gerlach, deutscher Altphilologe und Althistoriker († 1876)
- 18. Juli: Maria Caroline Gibert de Lametz, Fürstin von Monaco († 1879)
- 19. Juli: Wilhelm Amsinck, deutscher Jurist, Politiker und Hamburger Senatssyndikus († 1874)
- 22. Juli: Eugène Walckiers, französischer Flötist und Komponist († 1866)
- 29. Juli: Jan Kollár, slowakischer Lyriker, Altertumsforscher und Sprachwissenschaftler († 1852)
- 05. August: Henry William Connor, US-amerikanischer Politiker († 1866)
- 10. August: August Neithardt, deutscher Komponist († 1861)
- 11. August: Samuel Birmann, Landschaftsmaler der Romantik († 1847)
- 11. August: Hans Christian Petersen, norwegischer Jurist und Regierungsmitglied († 1862)
- 14. August: Baruch Auerbach, deutscher Pädagoge († 1864)
- 18. August: Auguste, Fürstin von Schwarzburg-Rudolstadt († 1854)
- 21. August: Dorothea von Biron, Herzogin von Sagan, Prinzessin von Kurland und Semgallen, Herzogin von Dino († 1862)
- 24. August: William Macnaghten, britischer Beamter und Diplomat († 1841)
- 25. August: Nathanael G. Pendleton, US-amerikanischer Politiker († 1861)
- 25. August: Martin Rathke, deutscher Anatom, Embryologe und Zoologe († 1860)
- 29. August: Josef Naus, Offizier und Vermessungstechniker († 1871)
- 11. September: Christian Gottfried Lorsch, Bürgermeister der Stadt Nürnberg († 1830)
- 17. September: Johann Valentin Adrian, deutscher Neuphilologe und Bibliothekar († 1864)
- 17. September: Carl Heinrich Arnold, deutscher Tapetenfabrikant († 1874)
- 19. September: Johan Herman Mankel, schwedischer Organist, Komponist und Musikpädagoge († 1835)
- 23. September: Friedrich Glück, Pfarrer und Komponist († 1840)
- 24. September: Stephan Hechinger, österreichischer Orgelbauer († nach 1867)
- 24. September: David Nelson, US-amerikanischer Autor, Geistlicher und Abolitionist († 1844)
- 27. September: Denis Auguste Affre, Pariser Erzbischof († 1848)
- 27. September: Carl Albrecht Reinhold Baggesen, Schweizer Pfarrer († 1873)

### Viertes Quartal
- 18. Oktober: Ernst Christian Gottlieb Jens Reinhold, deutscher Philosoph († 1855)
- 25. Oktober: Jean Massin, französischer Komponist († unbekannt)
- 25. Oktober: William Duhurst Merrick, US-amerikanischer Politiker († 1857)
- 25. Oktober: Friedrich Bernhard Gottfried Nicolai, Astronom († 1846)
- 31. Oktober: James Dunlop, schottischer Astronom († 1848)
- 03. November: Stephen F. Austin, Gründer der Republik Texas († 1836)
- 03. November: Thomas Ender, Landschaftsmaler († 1875)
- 03. November: Bernhard Karl Wyss, Schweizer evangelischer Geistlicher und Hochschullehrer († 1870)
- 06. November: Friedrich Günther, Fürst von Schwarzburg-Rudolstadt († 1867)
- 12. November: Johann Friedrich Eschscholtz, deutscher Naturforscher und Forschungsreisender († 1831)
- 16. November: Francis Danby, irischer Landschaftsmaler († 1861)
- 16. November: Ulrich von der Horst, schleswig-holsteinischer General († 1867)
- 17. November: Charles Lock Eastlake der Ältere, englischer Maler und Kunstgelehrter († 1865)
- 18. November: Uwe Jens Lornsen, schleswig-holsteinischer Jurist, Beamter und Freiheitskämpfer († 1838)
- 28. November: Carl Jonas Love Almqvist, schwedischer Schriftsteller und Komponist († 1866)
- 30. November: Johann Lukas Schönlein, deutscher Arzt († 1864)
- 05. Dezember: Heinrich Riemann, deutscher Burschenschafter und Theologe († 1872)
- 15. Dezember: Jakob von Albertini, Schweizer Politiker († 1848)
- 15. Dezember: Henry Charles Carey, US-amerikanischer Nationalökonom († 1879)
- 17. Dezember: Georg Ludwig Dörell, deutscher Bergmeister und Erfinder der Fahrkunst († 1854)
- 17. Dezember: Lorenzo Quaglio II, deutscher Maler und Lithograf des deutschen Biedermeier († 1869)
- 23. Dezember: Dost Mohammed, Herrscher von Afghanistan († 1863)
- 27. Dezember: Alexander Gordon Laing, britischer Afrikaforscher († 1826)

### Genaues Geburtsdatum unbekannt
- Francisco Solano Antuña, uruguayischer Politiker († 1858)
- Nana Asma’u bint Shehu Usman dan Fodiyo, nigerianische Dichterin und Lehrerin († 1864)
- Sarah Austin, britische Schriftstellerin und Übersetzerin († 1867)
- David Bebutow, russischer General († 1867)
- Robert C. Nicholas, US-amerikanischer Politiker († 1857)
- Kazim-i-Raschti, Führer des Scheichismus († 1843)
- Ioannis Stratos, griechischer Freiheitskämpfer und Politiker († 1848)

## Gestorben

### Januar bis März
- 01. Januar: Francesco Guardi, italienischer Veduten- und Landschaftsmaler (* 1712)
- 02. Januar: Ludwig Benjamin Martin Schmid, deutscher evangelischer Geistlicher und Hochschullehrer (* 1737)
- 04. Januar: Bengt Lidner, schwedischer Dichter (* 1757)
- 06. Januar: Nicolas-Germain Léonard, französischer Dichter und Romanautor (* 1744)
- 14. Januar: Friedrich Bernhard von Prittwitz, Gutsbesitzer (* 1720)
- 15. Januar: Johann Matthias Menninger, österreichischer Schauspieler (* 1733)
- 19. Januar: Louis-Georges-Erasme de Contades, französischer Heerführer und Marschall von Frankreich (* 1704)
- 20. Januar: Louis-Michel Le Peletier de Saint-Fargeau, Politiker während der Französischen Revolution (* 1760)

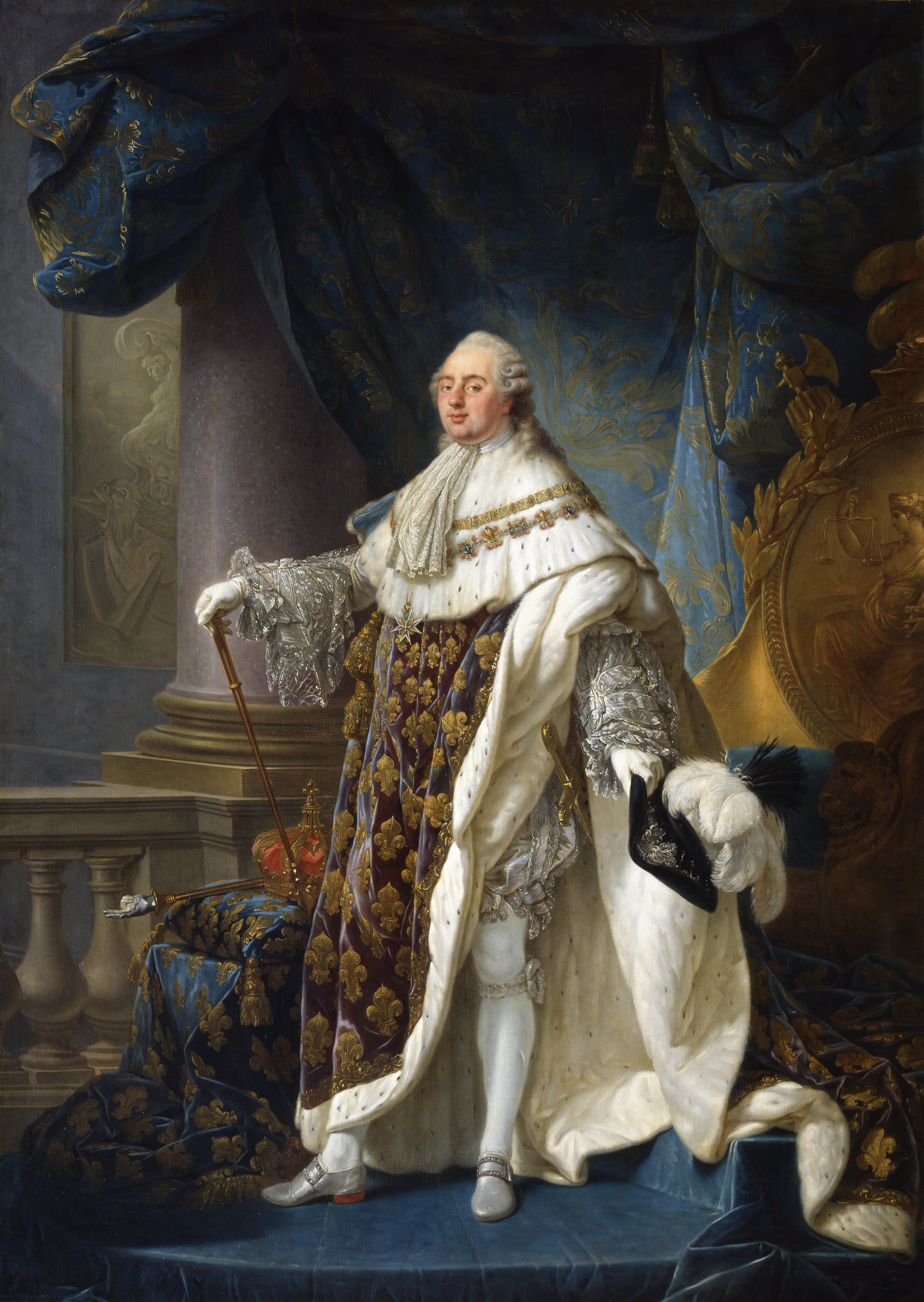
Ludwig XVI., 1779

- 21. Januar: Ludwig XVI., König von Frankreich (* 1754)
- 21. Januar: William Austin, britischer Mediziner und Chirurg (* 1754)
- 21. Januar: Jean-Philippe Dutoit-Membrini, Schweizer Mystiker (* 1721)
- 31. Januar: Alois Friedrich von Brühl, kursächsisch-polnischer Hofbeamter und Theaterschriftsteller (* 1739)
- 01. Februar: William Aiton, britischer Botaniker (* 1731)
- 01. Februar: Jonathan Arnold, US-amerikanischer Arzt und Politiker (* 1741)
- 04. Februar: Karl Blank, russischer Architekt (* 1728)
- 06. Februar: Carlo Goldoni, italienischer Dramatiker (* 1707)
- 14. Februar: Bernhard Christoph d’Arien, deutscher Dramatiker und Librettist (* 1754)
- 23. Februar: Jacob Friedrich Isenflamm, deutscher Mediziner und Hochschullehrer (* 1726)
- 01. März: Ramón Bayeu, spanischer Maler (* 1744)
- 01. März: Abraham Roentgen, Mitglied der Herrnhuter Brüdergemeine (* 1711)
- 02. März: Carl Gustaf Pilo, schwedisch-dänischer Porträtmaler (* 1711)
- 03. März: Friedrich August, Fürst von Anhalt-Zerbst (* 1734)
- 04. März: Louis Jean Marie de Bourbon, duc de Penthièvre, französischer Herzog und Gouverneur der Bretagne (* 1725)
- 08. März: Johann Wilhelm Schröder, deutscher Orientalist (* 1726)
- 15. März: Florian Reichssiegel, österreichischer Schriftsteller (* 1735)
- 16. März: Johann Schweinacher, österreichisch-deutscher Orgelbauer (* um 1725)
- 17. März: Hermann Erich Winkler, deutscher evangelischer Geistlicher (* 1738)
- 18. März: Karl Abraham von Zedlitz, preußischer Minister, Präsident der Regierung (* 1731)

### April bis Juni
- 01. April: Ernst Bengel, deutscher Superintendent (* 1735)
- 09. April: Andreas Battier, Schweizer evangelischer Geistlicher (* 1757)
- 10. April: Frans Burman, niederländischer reformierter Theologe (* 1708)
- 12. April: Hans Arentz, norwegischer Richter und politischer Autor (* 1731)
- 13. April: Friedrich Karl, Fürst von Schwarzburg-Rudolstadt (* 1736)
- 13. April: Maria Viktoria Pauline von Arenberg, Markgräfin von Baden-Baden (* 1714)
- 14. April: Anton Peter Příchovský von Příchovice, Erzbischof von Prag (* 1707)
- 18. April: Franz Xaver Christoph, österreichischer Orgelbauer (* 1733)
- 01. Mai: Johann Gerhard Reinhard Andreae, deutscher Naturforscher, Chemiker und Hofapotheker (* 1724)
- 06. Mai: Jean-Michel Huon de Kermadec, französischer Seefahrer und Entdecker (* 1748)
- 07. Mai: Pietro Nardini, italienischer Komponist und Geiger (* 1722)
- 09. Mai: Auguste Marie Henri Picot de Dampierre, französischer General (* 1756)
- 13. Mai: Martin Gerbert, deutscher Benediktiner, Theologe, Philosoph, Musikwissenschaftler (* 1720)
- 18. Mai: Timur Shah Durrani, der zweite König Afghanistans der Dynastie der Durrani (* 1748)
- 18. Mai: Johann Gottfried Reyger, letzter Bürgermeister der Freien Stadtrepublik Danzig (* 1725)
- 20. Mai: Charles Bonnet, Schweizer Naturwissenschaftler und Philosoph (* 1720)
- 26. Mai: Eliza Lucas Pinckney, amerikanische Pflanzerin (* 1722)
- 27. Mai: Nonnosus Brand, bayerischer Komponist, Organist und Musikpädagoge (* 1755)
- 28. Mai: Anton Friedrich Büsching, deutscher Geograph (* 1724)
- 03. Juni: Johann Ludwig Spörl, deutscher evangelischer Theologe (* 1731)
- 04. Juni: Joachim Bernhard von Prittwitz, preußischer General der Kavallerie (* 1726)
- 10. Juni: Louis Auguste Augustin Comte d’Affry, Schweizer Militär (* 1713)
- 13. Juni: Jean-Baptiste Meusnier de la Place, französischer Mathematiker und General (* 1754)
- 26. Juni: Karl Philipp Moritz, Schriftsteller der Frühromantik (* 1756)

### Juli bis September
- 02. Juli: David Klaus, deutscher Hirte und Philosoph (* 1718)
- 05. Juli: Peter Anton von Verschaffelt, flämischer Bildhauer und Architekt (* 1710)
- 06. Juli: Joseph Agricol Viala, französischer Nationalgardist (* 1780)
- 11. Juli: Jacques Cathelineau, französischer General der Vendéer (* 1759)
- 13. Juli: Jean Paul Marat, französischer Revolutionär (* 1743)
- 17. Juli: Joseph Chalier, französischer Jakobiner (* 1747)
- 17. Juli: Charlotte Corday, französische Adlige und Attentäterin (* 1768)
- 18. Juli: Johann Michael Bock, Schauspieler (* 1743)
- 19. Juli: Stanisław Lubomirski, polnischer Magnat und Reichsfürst im Heiligen Römischen Reich (* 1704)
- 20. Juli: Joseph Bruny d’Entrecasteaux, französischer Seefahrer und Entdecker (* 1737)
- 23. Juli: Roger Sherman, Delegierter von Connecticut im Kontinentalkongress (* 1721)
- 08. August: Rupert von Neuenstein, Fürstabt von Kempten (* 1736)
- 10. August: Daniel Rolander, schwedischer Naturforscher (* 1723)
- 18. August: Joachim van Plettenberg, Gouverneur der Kapkolonie (* 1739)
- 19. August: Paulus Mako, ungarischer Jesuit und Hochschullehrer (* 1724)
- 22. August: Louis de Noailles, Marschall von Frankreich (* 1713)
- 22. August: Cäcilia Weber, Schwiegermutter von Wolfgang Amadeus Mozart (* 1727)
- 25. August: Johann Christian Wernsdorf I., deutscher Schriftsteller, Dichter und Rhetoriker (* 1723)
- 28. August: Adam-Philippe de Custine, französischer General (* 1740)
- 01. September: Johann Friedrich von Tröltsch, deutscher Jurist (* 1728)
- 02. September: William Hill Brown, US-amerikanischer Schriftsteller (* 1765)
- 09. September: Peter Perez Burdett, englischer Kartograph (* um 1734)
- 09. September: Wolfgang Ferdinand von Dörnberg, preußischer Justizminister (* 1724)
- 11. September: Johann d’Arnal, französischer Ingenieur-Oberst und Maria-Theresien-Ordensritter (* 1729)
- 11. September: Nicolaas Laurens Burman, niederländischer Botaniker (* 1734)
- 14. September: Heinrich Corrodi, Schweizer evangelischer Theologe und Pädagoge (* 1752)
- 17. September: George Handley, US-amerikanischer Politiker (* 1752)
- 20. September: William Brown, britischer Botaniker und Meuterer auf der Bounty (* ca. 1766)
- 20. September: Fletcher Christian, britischer Seemann und Meuterer auf der Bounty (* 1764)
- 20. September: Isaac Martin, britischer Seemann und Meuterer auf der Bounty (* ca. 1763)
- 20. September: John Mills, britischer Seemann und Meuterer auf der Bounty (* ca. 1753)
- 20. September: John Williams, britischer Seemann und Meuterer auf der Bounty (* ca. 1768)
- 23. September: Christianus Carolus Henricus van der Aa, niederländischer lutherischer Theologe (* 1718)
- 24. September: Alexander Trippel, deutscher Bildhauer (* 1744)

### Oktober bis Dezember
- 04. Oktober: Samuel Locke, deutscher Baumeister (* 1710)
- 08. Oktober: John Hancock, US-amerikanischer Kaufmann und Präsident des Kontinentalkongresses (* 1737)
- 16. Oktober: Marie-Antoinette, Königin von Frankreich und Navarra (guillotiniert) (* 1755)
- 17. Oktober: Charles de Bonchamps, Anführer der Aufständischen der Vendée (* 1760)
- 18. Oktober: John Wilson, britischer Mathematiker (* 1741)
- 24. Oktober: Carl Eugen, württembergischer Herzog (* 1728)
- 31. Oktober: Jacques Pierre Brissot, französischer Revolutionär (* 1754)
- 31. Oktober: Armand Gensonné, französischer Politiker während der Revolution (* 1758)
- 31. Oktober: Pierre Victurnien Vergniaud, französischer Politiker während der Revolution (* 1753)
- 000Oktober: George Samuel Browne, 8. Viscount Montagu, englischer Lord und Tourist (* 1769)
- 01. November: George Gordon, britischer Politiker (* 1751)
- 03. November: Olympe de Gouges, französische Philosophin und Frauenrechtlerin (* 1748)
- 04. November: Adam Lux, deutscher Revolutionär (* 1765)
- 04. November: Louis de Salgues de Lescure, Anführer der Aufständischen während des Vendée-Aufstands (* 1766)
- 06. November: Louis Philippe II. de Bourbon, Herzog von Orléans, genannt Philippe Égalité (* 1747)
- 06. November: Johann Wilhelm Schöler, deutscher Orgelbauer (* um 1723)
- 07. November: Per Krafft der Ältere, schwedischer Maler (* 1724)
- 08. November: Madame Roland, französische Revolutionärin (* 1754)
- 10. November: Jean-Marie Roland de La Platière, französischer Politiker (* 1734)
- 12. November: Jean-Sylvain Bailly, französischer Astronom und erster Bürgermeister von Paris (* 1736)
- 15. November: Gaspard Jean-Baptiste de Brunet, französischer General (* 1734)
- 15. November: Charles-Joseph Mathon de La Cour, französischer Ökonom, Autor und Philanthrop (* 1738)
- 17. November: Jean-Nicolas Houchard, französischer Revolutionsgeneral (* 1738)
- 21. November: Joseph Götsch, Tiroler Bildhauer, Vertreter des bayrischen Rokoko (* 1728)
- 24. November: Johann Matthäus Schmahl, deutscher Klavier- und Orgelbauer (* 1734)
- 27. November: Johann Philipp Bethmann, deutscher Kaufmann und Bankier (* 1715)
- 29. November: Antoine Barnave, französischer Politiker während der Revolution (* 1761)
- 04. Dezember: Armand de Kersaint, französischer Seeoffizier und Politiker (* 1742)
- 05. Dezember: Henriette Amalie von Anhalt-Dessau, deutsche Adelige und Stifterin (* 1720)
- 05. Dezember: Jean-Paul Rabaut Saint-Étienne, französischer Politiker während der Revolution (* 1743)
- 08. Dezember: Marie-Jeanne Bécu, comtesse du Barry, Mätresse von Ludwig XV. von Frankreich (* 1743)
- 08. Dezember: Étienne Clavière, französischer Bankier und Politiker (* 1735)
- 09. Dezember: Yolande Martine Gabrielle de Polastron, duchesse de Polignac, Favoritin von Marie-Antoinette und Gouvernante der königlichen Kinder (* 1749)
- 13. Dezember: Johann Joachim Christoph Bode, deutscher Übersetzer (* 1730)
- 26. Dezember: François Cornelis van Aerssen van Sommelsdijk, niederländischer Edelmann (* 1725)
- 29. Dezember: Friedrich von Dietrich, französischer Naturwissenschaftler und Bürgermeister von Straßburg (* 1748)
- 31. Dezember: Armand-Louis de Gontaut, Herzog von Biron, bis 1788 Herzog von Lauzun, französischer General (* 1747)

### Genaues Todesdatum unbekannt
- Franz Xaver Clavel, deutscher Beamter (* 1729)
- Charles Norman, britischer Seemann auf der Bounty (* 1757)
- Antonio González Velázquez, spanischer Maler (* 1723)
- Shiba Zenkō, japanischer Schriftsteller und Schauspieler (* 1750)